# Сорокин, Иван Максимович
Иван Максимович Сорокин (1833—1917) — русский  учёный в области токсикологии и судебной медицины, доктор медицины (1860), ординарный профессор (1871), заслуженный профессор (1889), академик ИМХА (1881), тайный советник (1891). Учёный секретарь ИМХА (с 1889).

## Биография
Родился 30 января 1833 года в Саратове.
В 1856 году окончил Императорскую медико-хирургическую академию, по окончании которой с отличием получил специализацию лекаря. С 1856 по 1857 год — внештатный ординатор 1-го Военного сухопутного госпиталя.  С 1857 по 1860 года — терапевт 2-го Военного сухопутного госпиталя и судебно-медицинского отделения. С 1860 по 1863 год проходил обучение за границей в университетах Парижа и Вены.
С 1863 года на научной и педагогической работе в Императорской военно-медицинской академии в должностях: адъюнкт-профессор кафедры судебной медицины, с 1868 года — экстраординарный профессор, с 1871 года — ординарный профессор судебной токсикологии и гигиены. С 1871 по 1891 год — заведующий кафедрой судебной медицины ИМХА. В 1881 году получил звание академика, а в 1889 году — заслуженного профессора этой академии. С 1889 года являлся учёным секретарём ИМХА.  С 1875 по 1881 год являлся совещательным членом судебно-медицинским экспертом врачебного присутствия Санкт-Петербургского градоначальника, выступал в качестве эксперта по уголовному делу об убийстве Сарры Беккер. Одновременно с педагогической работой в Военно-медицинской академии И. М. Сорокин с 1865 по 1882 и с 1882 по 1895 год являлся приват-доцентом и преподавателем кафедры уголовного права Юридического факультета Императорского Санкт-Петербургского университета. 

### Научно-педагогическая деятельность
И. М. Сорокин занимался вопросами в области токсикологии, судебной медицины, анатомии и физиологии человека, занимался спектральными, микроскопическими и  токсикологическими исследованиями, занимался изучением действия на организм животных стрихнина, цианидов, фосфора и морфина. В 1860 году И. М. Сорокин защитил докторскую диссертацию по теме: «О гное в гистологическом отношении». И. М. Сорокин являлся автором более тридцати научных трудов, в том числе таких как: «Судебная медицина. Лекции, читанные в Санкт-Петербургском университете». СПб., 1866., «Дело об убийстве Нины Эрастовны Андреевской с судебно-медицинской точки зрения. Убийство или случайное утопление?» СПб. и
«Материалы для токсикологии цианистых соединений». СПб., 1879., «Дело о Мироновиче, Семеновой и Безак». СПб., 1885. Под его руководством было выполнено шестнадцать докторских диссертаций.
В конце XIX — начале XX века в ИМХА была учреждена премия имени И. М. Сорокина, которая вручалась молодым учёным за лучшие научные труды.
Скончался 16 марта 1917 года в Петрограде.

## Награды
- Орден Святого Станислава 2-й степени
- Орден Святой Анны 2-й степени с императорской короной
- Орден Святого Владимира 3-й степени[4]